# 国際ソフトボール連盟
国際ソフトボール連盟（こくさいソフトボールれんめい、英: International Softball Federation、西: Federación Internacional de Softbol、略称: ISF）は、かつて存在したソフトボールの国際競技連盟。2013年に国際野球連盟（IBAF）と統合され世界野球ソフトボール連盟（WBSC）となった。

## 概要
アマチュアソフトボール協会（USAソフトボールの前身）のニック・バラク会長の提唱に端を発し、1952年に国際ソフトボール連盟が設立。本部はアメリカ合衆国ニュージャージー州ニューアークにあるアマチュアソフトボール協会の事務所内に設置された。当時の加盟国はアメリカ合衆国、カナダ、メキシコの3ヵ国で、同年のうちに日本も加盟。翌1953年にオーストラリアが加盟した。
1965年には第1回世界女子ソフトボール選手権がオーストラリアで開催された。1966年、アマチュアソフトボール協会の移転に伴い、本部をオクラホマ州オクラホマシティに移転。
2000年、本部をフロリダ州プラントシティに移転し、初の独自本部となった。2006年現在、127の国と地域が加盟。
2012年10月15日、国際ソフトボール連盟（ISF）と国際野球連盟（IBAF）は、野球・ソフトボールのオリンピック競技復帰を目指すため両競技を統括する新たな国際競技連盟を創設する覚書を交わした。
2013年4月14日、東京で開催された第27回IBAF総会において、世界野球ソフトボール連盟（WBSC）が設立。IBAF会長のリッカルド・フラッカーリとISF会長のドン・ポーターが共同会長に就任した。従前のISFも移行期間としてしばらく存続し、第14回世界女子ソフトボール選手権などを主催した後、2015年にWBSCへの統合を完了した。

## ISF殿堂
国際ソフトボール連盟（ISF）は1981年以来、顕著な活躍をしたソフトボール選手・監督・コーチ・審判員、およびソフトボールの発展に大きく寄与した人物に対して、隔年で殿堂入りの表彰を行っている。世界野球ソフトボール連盟（WBSC）の設立後は「WBSCソフトボール殿堂」として引き継がれた。

## 加盟国・地域一覧
アジア（22か国・地域）
- イラク
- イラン
- インド
- インドネシア
- ウズベキスタン
- カザフスタン
- 韓国
- 北朝鮮
- シンガポール
- タイ
- 台湾（ チャイニーズタイペイ）
- 中国
- 日本
- ネパール
- パキスタン
- フィリピン
- ブルネイ
- ベトナム
- 香港
- マレーシア
- モンゴル
- ヨルダン

アメリカ大陸（34か国・地域）
- アメリカ
- アメリカ領ヴァージン諸島
- アルゼンチン
- アルバ
- アンギラ
- アンティグア・バーブーダ
- イギリス領ヴァージン諸島
- ウルグアイ
- エクアドル
- エルサルバドル
- カナダ
- キューバ
- キュラソー
- グアテマラ
- ケイマン諸島
- コスタリカ
- コロンビア
- ジャマイカ
- タークス・カイコス諸島
- ドミニカ共和国
- ニカラグア
- ハイチ
- パナマ
- バハマ
- バミューダ
- バルバドス
- プエルトリコ
- ブラジル
- ベネズエラ
- ベリーズ
- ペルー
- ボリビア
- ホンジュラス
- メキシコ

ヨーロッパ（38か国・地域）
- アイルランド
- アゼルバイジャン
- アルメニア
- イギリス
- イスラエル
- イタリア
- ウクライナ
- オーストリア
- オランダ
- ガーンジー
- キプロス
- ギリシャ
- ジョージア
- クロアチア
- サンマリノ
- スイス
- スウェーデン
- スペイン
- スロバキア
- スロベニア
- セルビア
- チェコ
- デンマーク
- ドイツ
- トルコ
- ノルウェー
- ハンガリー
- フィンランド
- フランス
- ブルガリア
- ベラルーシ
- ベルギー
- ポーランド
- マルタ
- モルドバ
- リトアニア
- ルーマニア
- ロシア

アフリカ（19か国）
- ウガンダ
- カメルーン
- ガンビア
- ギニア
- ギニアビサウ
- ケニア
- ザンビア
- シエラレオネ
- ジンバブエ
- セネガル
- チュニジア
- ナイジェリア
- ナミビア
- ブルキナファソ
- ボツワナ
- マリ
- 南アフリカ共和国
- リベリア
- レソト

オセアニア（12か国・地域）
- アメリカ領サモア
- オーストラリア
- 北マリアナ諸島
- グアム
- クック諸島
- サモア
- ソロモン諸島
- ニュージーランド
- パプアニューギニア
- パラオ
- マーシャル諸島
- ミクロネシア連邦

## 歴代会長
- 1952年-1965年 - 会長職不在
- 1965年-1987年 -  Bill Kethan
- 1987年-2013年 -  Don Porter
- 2013年-2013年 -  Dale McMann